# Trybunał inkwizycji we Florencji
Trybunał inkwizycji we Florencji – sąd inkwizycyjny, mający swą siedzibę we Florencji w Toskanii. Jego początki sięgają połowy XIII wieku, a działał do roku 1782.

## Historia

### Średniowiecze
Początki inkwizycji we Florencji sięgają XIII wieku. Początkowo (od 1227) do zadań antyheretyckich w tym mieście wyznaczano dominikanów. Mieli oni przede wszystkim głosić kazania przeciwko katarom i wspierać działalność sądów biskupich. Pierwszym inkwizytorem we Florencji i Toskanii we właściwym sensie tego słowa był dominikanin Ruggiero Calcagni, który działał w latach 40. XIII wieku i skazał co najmniej jedenastu katarów na stos.
2 czerwca 1254 papież Innocenty IV w bulli Cum super inquisitione podzielił Włochy na osiem prowincji inkwizytorskich: Lombardię, Marchię Trewizańską, Toskanię, Romanię, Marchię Ankońską, Umbrię, Lacjum i Królestwo Sycylii. Lombardia i Królestwo Sycylii zostały powierzone dominikanom, natomiast pozostałe sześć – w tym Toskania – franciszkanom. Prawo mianowania i odwoływania inkwizytorów w tych prowincjach uzyskali miejscowi prowincjałowie danego zakonu, a także ich przełożeni generalni.
Franciszkanie początkowo byli niechętni podjęciu nowego zadania. Pierwszy inkwizytor w Toskanii został wyznaczony dopiero w roku 1258. Początkowo inkwizytorzy ci nie mieli stałych siedzib, lecz przeprowadzali wizytacje na całym podległym im obszarze. Florencja dość szybko stała się jednak jednym z głównych ośrodków prowincji inkwizytorskiej Toskanii i przynajmniej jeden z dwóch inkwizytorów tej prowincji rezydował zazwyczaj w tym mieście. Wielkim sukcesem zakończyło się śledztwo przeprowadzone w 1282 roku przez inkwizytora Florencji Salomone da Lucca; wielu członków warstwy przywódczej sekty katarów ujawniło się wówczas i podporządkowało Kościołowi.
W czternastowiecznej Florencji odnotowano kilka znaczących procesów przeciwko nekromantom i heretyckim fraticellim. W 1327 doszło tu do spalenia słynnego nekromanty Cecco d’Ascoli. Jednak najbardziej znany epizod z dziejów inkwizycji w tym okresie dotyczy nadużyć finansowych inkwizytora Piero di Aquila w latach 1344-1346. W rezultacie tego skandalu wykształciła się praktyka powoływania inkwizytora przez władze kościelne w porozumieniu z władzami miasta i spośród jego obywateli.
W XV wieku i na początku XVI wieku urząd inkwizytora Toskanii stał się najprawdopodobniej prestiżową, ale niewiele znaczącą synekurą. Najbardziej znaczącym epizodem z tego okresu był proces dominikańskiego kaznodziei Girolamo Savonaroli w 1498, który został spalony na stosie za krytykowanie papieża Aleksandra VI. Proces ten przeprowadził jednak nie inkwizytor Florencji, lecz dwóch sędziów delegowanych specjalnie przez papieża.

### Okres nowożytny
W związku z rozwojem reformacji w pierwszej połowie XVI wieku papież Paweł III w 1542 utworzył Kongregację Rzymskiej i Powszechnej Inkwizycji, która miała być organem centralnym koordynującym działania lokalnych trybunałów inkwizycyjnych we Włoszech. Krótko potem doszło do reorganizacji inkwizycji w rządzonej przez Medyceuszy Toskanii. W grudniu 1551 roku Juliusz III, na żądanie księcia Kosmy I, mianował trzech komisarzy Inkwizycji Rzymskiej, którymi zostali: benedyktyn Isidoro da Montauto, wikariusz arcybiskupa Florencji Nicolò Duranti oraz prepozyt florencki Alessandro Strozzi. Rok później we Florencji odbyło się wielkie auto da fe, w czasie którego wiele osób podejrzanych o przynależność do sekty anabaptystów wyrzekło się swych poglądów i pojednało się z Kościołem. W 1560 we Florencji ustanowiona została stała nuncjatura Stolicy Apostolskiej. Nuncjusz był od tej pory głównym łącznikiem między inkwizytorami Toskanii a Kongregacją Świętego Oficjum w Rzymie. W 1566 wielki książę Toskanii Kosma I Medyceusz wyraził zgodę na ekstradycję do Rzymu Pietro Carnesecchiego, jednego z liderów włoskiej reformacji. W tym samym czasie też papież Pius V odwołał komisarzy mianowanych przez Juliusza III i przywrócił pełnię uprawnień franciszkańskim inkwizytorom. W 1572 po raz pierwszy nominacji na urząd inkwizytora Florencji dokonała Kongregacja Świętego Oficjum (został nim Francesco da Pisa). Dwa lata później władze zakonu franciszkanów konwentualnych definitywnie utraciły prawo nominacji inkwizytorskich na rzecz Kongregacji.
W 1633 w Rzymie doszło do skazania Galileusza na areszt domowy przez rzymskie Święte Oficjum. Areszt ten wykonywany był kolejno w kilku miejscach na terenie Toskanii. Zachowała się bogata korespondencja między inkwizytorem Florencji a Kongregacją w sprawie wykonania wyroku na Galileusza oraz cenzury literatury heliocentrycznej.
Jednym z najsłynniejszych procesów w historii florenckiej inkwizycji był proces toskańskiego poety i sekretarza loży masońskiej we Florencji Tommaso Crudeliego, który został aresztowany w 1739. Krótko przed jego aresztowaniem wygasła dynastia Medyceuszy i władzę w Toskanii przejęła dynastia habsbursko-lotaryńska. Nowe władze nieprzychylnym okiem patrzyły na ofensywę antymasońską i doprowadziły do odwołania z urzędu inkwizytora Florencji Paolo Antonio Ambrogiego.
W 1743 wielki książę Toskanii Franciszek I Lotaryński odebrał inkwizycji cenzurę publikacji. Jedenaście lat później doszło do podpisania konkordatu między księciem a Stolicą Apostolską, w wyniku którego ustalono, że w skład trybunału inkwizycyjnego wejdzie trzech świeckich urzędników. Następca Franciszka I, Piotr Leopold Habsburg, dekretem z 5 lipca 1782 ostatecznie rozwiązał toskańskie trybunały inkwizycji.

## Organizacja
Siedziba trybunału znajdowała się we franciszkańskim konwencie Santa Croce we Florencji. Inkwizytorem był zawsze franciszkanin konwentualny. Jego jurysdykcji podlegały archidiecezja Florencji oraz diecezje Borgo S. Sepolcro, Colle Val d’Elsa, Fiesole, Pistoia e Prato, Arezzo, Cortona, Montepulciano, Volterra (bez okręgu Rivalto) oraz S. Miniato (z tym, że dzielił jurysdykcję nad tą diecezją z inkwizytorem Pizy), a ponadto także Prepozytura Pescia.
Inkwizytorowi Florencji podlegało aż 51 wikariuszy. Jeden z nich (wikariusz generalny) pomagał mu w głównej siedzibie trybunału we Florencji, natomiast pozostali stali na czele pomniejszych okręgów, zwanych wikariatami rejonowymi. Poniżej lista tych 50 wikariatów:

1. Arezzo
2. Anghiari
3. Amola
4. Borgo San Sepolcro
5. Barberino in Mugello
6. Barberino in Valdelsa
7. Borgo San Lorenzo
8. Casentino
9. Castiglion Fiorentino
10. Chianti
11. Castel Franco di Sopra
12. Cortona
13. Castel Fiorentino
14. Castigliano
15. Colle
16. Dicomano
17. Empoli
18. Figline
19. Fucecchio
20. Fiesole
21. Foiano
22. Fiorenzuola
23. Gambassi
24. Lastra a Signa
25. Lucignano
26. Monte Carlo
27. Montevarchi
28. Monterchi
29. Montauto
30. Montecchio
31. Montepulciano
32. Montopoli
33. Loro e Trappola
34. Monte San Savino
35. Pistoia
36. Pieve Santo Stefano
37. Pontremoli
38. Prato
39. Pietrasanta
40. Poppi
41. Pescia
42. Palazzolo di Romagna
43. Pontassieve
44. Pieve di San Marcellino
45. San Miniato al Tedesco
46. Scarperia
47. Susinnana in Romagna
48. San Casciano
49. Vallombrosa
50. Volterra

## Archiwum
Archiwum inkwizycji florenckiej po zniesieniu trybunału w 1782 zostało przekazane w ręce arcybiskupa Florencji. Obecnie nadal znajduje się w Archivio Arcivescovile we Florencji, zawiera jednak tylko część zasobów dokumentacyjnych pozostałych po florenckiej inkwizycji, gdyż w ciągu XIX wieku zasoby te uległy częściowemu rozproszeniu. Co więcej, porównanie z zachowanym inwentarzem archiwalnym sporządzonym w 1645 przez inkwizytora Giacomo Cima da Sezze wskazuje, że spora część tego archiwum została najpewniej bezpowrotnie zniszczona.
Zbiór archiwalny Tribunale dell'Inquisizione di Firenze w Archiwum Arcybiskupim we Florencji, czyli właściwe archiwum florenckiego trybunału, zawiera obecnie 61 tomów akt. Poza tym cztery tomy znajdują się w Archives Générales du Royaume w Brukseli, gdzie trafiły w 1878.
Archiwum inkwizycji florenckiej podzielone jest na dziesięć serii. Najistotniejsza z nich, seria procesów kryminalnych (Processi), liczy zaledwie 5 tomów akt procesowych, z czego cztery zawierają akta 86 procesów z lat 1578–1600, a jeden zawiera akta 35 procesów z lat 1614–1620. Dla porównania, wiadomo, że w 1645 seria ta liczyła aż 37 tomów. Akta kilkunastu innych procesów z XVII i XVIII wieku znajdują się w odrębnej serii Processi vari („procesy różne”). Nadto w archiwum tym znajduje się pięć tomów zawierających abiuracje podejrzanych z lat 1636–1696, 1698–1709 i 1717–1770, dwanaście tomów zawierających denuncjacje, skargi i zeznania z lat 1610–1774 oraz dwadzieścia sześć tomów korespondencji z lat 1581–1755 i dziesięć tomów pozostałej dokumentacji.
Spośród czterech tomów inkwizycji florenckiej przechowywanych w Brukseli, tylko jeden zawiera akta procesowe, a ściśle rzecz biorąc, akta jednego, wieloletniego (1726–1733) tajnego postępowania w sprawie apostazji na judaizm w żeńskim klasztorze San Martino we Florencji.
Do powyższych zasobów można doliczyć jeszcze jeden tom dokumentacji procesowej z lat 1565–1568, znajdujący się w archiwum florenckiej nuncjatury Stolicy Apostolskiej (w Archivio di Stato we Florencji). Niewiele dokumentów odnoszących się do trybunału florenckiego znajduje się natomiast w Archiwum Kongregacji Nauki Wiary (dawnej Kongregacji Świętego Oficjum) w Watykanie.
Archiwum florenckiej inkwizycji nie zawiera dokumentacji ze średniowiecza. W Tajnym Archiwum Watykańskim, w serii Collectoriae, znajduje się jednak sporządzony w 1334 katalog zasobów tego archiwum, z którego wynika, że rejestry wyroków z lat 1275–1315 zajmowały aż siedem tomów akt. Na tej podstawie Andrea Del Col ocenił, że inkwizycja florencka musiała wydać w tym czasie co najmniej około pięciuset wyroków różnego rodzaju (średnio ponad dziesięć na rok). Ponadto, z akt postępowania prowadzonego przez Kurię Rzymską przeciwko inkwizytorowi Florencji Piero di Aquila (również w serii Collectoriae) wiadomo, że w całym okresie swego urzędowania (1344–1346) wydał 82 wyroki skazujące, w tym jeden wyrok śmierci, podczas gdy pozostałe to niemal wyłącznie kary pieniężne. Fragmentarycznie zachowała się także dokumentacja działalności dominikańskiego inkwizytora Ruggiero Calcagni w latach 1244–1245. Znajduje się ona we florenckim archiwum państwowym (Archivio di Stato), w kolekcji dokumentów dominikańskiego konwentu S. Maria Novella.

## Inkwizytorzy Florencji

### W okresie średniowiecza (przed 1542)
- Guiccardino da San Gimignano OFM (1275–1281)[19]
- Salomone da Lucca OFM (1281–1285)[19]
- Bartolomeo da Siena OFM (1283–1289)[19]
- Benedetto OFM (1289–1296)[19]
- Alamanno da Lucca OFM (1296–1298)[19]
- Grimaldo da Prato OFM (1300–1302, 1310–1315)[19]
- Andrea da Firenze OFM (1302–1310)[19]
- Antonio da Arezzo OFM (1316–1319)[19]
- Pace da Catelfiorentino OFM (1319–1322)[19]
- Michele d’Arezzo OFM (1322–1325)[19][20]
- Tedicio Fabbri de Tolosini OFM (1326)[19]
- Accursio Bonfantini OFM (1326–1329)[19]
- Pietro da Prato OFM (1330–1332)[19]
- Mino Daddi da San Quirico OFM (1332–1334)[21]
- Filippo di Orlando OFM (1335–1338)[22]
- Giovanni Badii OFM (1338)[23]
- Andrea da Perugia OFM (1339)[24]
- Piero di Aquila OFM (1344–1346)[25]
- Michele Lapi OFM (1347)[26]
- Bernardo de Guasconi OFM (1354, 1363)[27]
- Vitale da Cesena OFM (1354–1358)[28]
- Gabriele da Volterra OFM (1366)[29]
- Andrea di Ricco OFM (1370–1373)[30]
- Pier di Serlippi OFM (1373–1379)[31]
- Ludovico Nerli da Firenze OFM (1379)[32]
- Albizzo Ubaldini da Firenze OFM (1379)[33]
- Tedaldo Della Casa OFM (1381)[34]
- Galgano di Massa OFM (1383)[35]
- Amerigo Martini di Massa OFM (1388)[36]
- Paolo da Rimini OFM (1389)[37]
- Tedaldo Della Casa OFM (1390)[34]
- Lodovico Gianni di Firenze OFM (1392)[38]
- Gregorio Frosini di Pisa OFM (1393)[39]
- Giovanni Gianni da Firenze OFM (1398)[40]
- Francesco Landini d’Arezzo OFM (1399)[41]
- Angelo Salvetti di Siena OFM (1400)[42]
- Michele Buonaccorsi OFM (1401)[43]
- Marco d'Ambrogio Massani OFM (1401)[44]
- Francesco Curzio di Montalcino OFM (1403)[45]
- Francesco da Prato OFM (1404)[46]
- Bartolomeo Franceschi da Siena (ok. 1405)[47]
- Angelo Salvetti di Siena OFM [ponownie] (1408)[42]
- Giacomo di Freduccio Tegrimi di Lucca OFM (1409)[48]
- Lotto Albizzi di Firenze OFM (1409)[49]
- Giovanni Opezzinghi da Calcinaja OFM (1410)[50]
- Giovanni Gianni da Firenze OFM [ponownie] (1411)[40]
- Matteo di Antonio Renuccini di Siena OFM (1412)[51]
- Domenico Bertini di Siena OFM (1414)[52]
- Matteo di Antonio Renuccini di Siena OFM [ponownie] (1415)[51]
- Domenico Bertini di Siena OFM [ponownie] (1416)[52]
- Agostino Borghesi di Siena OFM (1417)[53]
- Marco d'Ambrogio Massani OFM [ponownie] (1418)[54]
- Scolastico de Monte Alcino OFM (1420)[55]
- Bartolomeo dalla Badia a Isola Senese OFM (1421)[56]
- Michele di Nanni Salvi di Siena OFM (1422)[57]
- Angelo Tommasi Corsini OFM (1423)[58]
- Marco d'Ambrogio Massani OFM [po raz trzeci] (1424)[59]
- Luca Cioni OFM, inkwizytor Toskanii (1425)[60]
- Giuliano Ridolfi di Firenze OFM (1427)[61]
- Pietro Cacciafocchi da Prato OFM(1430, zm. 1430)[62]
- Bartolomeo da Arezzo OFM (1436–1437)[63]
- Giacomo Biadi OFM (1437–1439)[64]
- Francesco Micheli da Padova OFM (1439–1446?, 1472–1473)[65]
- Niccolò Spinelli di Firenze OFM (1446, zm. 1468)[66]
- Bernardino da Firenze OFM (1485)[67]
- Juraj Dragisic OFM (1488–1490)[68]
- Pietro Mazzanti OFM (1490–1500?)[69]
- Gherardo Latini di Firenze OFM (w 1517, zm. 1525)[70]
- Paolo da Fucecchio OFMConv (w 1519)[71]
- Antonio de Serristori OFMConv (w latach 30. XVI wieku?, zm. 1560)[72]
- Matteo Neroni OFM (w 1528)[73]

### Komisarze apostolscy Inkwizycji Rzymskiej (1551–1566)
- Isidoro da Montauto OSB, szpitalnik S. Maria Novella (zm. 1573)
- Niccolò Duranti, wikariusz archidiecezjalny
- Alessandro Strozzi, prepozyt Florencji, od 1566 biskup Volterry (zm. 1568)

### Inkwizytorzy franciszkańscy w okresie nowożytnim (po 1542)
- Antonio Cinozzi OFMConv (1538–przed 1548, ponownie 1553-1556 i ponownie 1560–1561)[74]
- Bernardino Cambi di Firenze OFMConv (przed 1548-1552)
- Raffaello Sannini OFMConv (1552–1553)[75]
- Sebastiano Turriani da Poppi OFMConv (1556–1558 i ponownie 1565–1567)[76]
- Clemente Tomasini da Firenze OFMConv (1558–1559)[77]
- Alessandro Macchiavelli di Firenze OFMConv (1559–1560)[78]
- Luigi di Bartolomeo Pazzi OFMConv (1562–1565?)[79]
- Francesco dalla Saponara OFMConv (1567–1571)
- Francesco da Pisa OFMConv (1572–1578)
- Dionigi Sanmattei da Costacciaro OFMConv (1578–1603)[80]
- Lelio Medici da Piacenza OFMConv (1603–1604)
- Francesco Moro da Monte Granario OFMConv (1604–1606)
- Cornelio Priatoni da Monza OFMConv (1606–1615)
- Lelio Marzari da Faenza OFMConv (1615–1618)
- Giovanni Paulo Panzarasa OFMConv (1618–1621)
- Michele Misserotti OFMConv (1621–1622)
- Ludovico Corbusio da Montone OFMConv (1623–1626)
- Clemente Egidio da Monte Falco OFMConv (1626–1636)
- Giovanni Mauro da La Fratta OFMConv (1636–1637)
- Giovanni Muzzarelli da Fanano OFMConv (1637–1644)
- Giacomo Cima da Sezze OFMConv (1645–1658)
- Girolamo Baroni da Lugo OFMConv (1658–1672)
- Francesco Rambalducci da Verrucchio OFMConv (1672–1674)
- Francesco Antonio Triveri da Milano OFMConv (1674–1692)
- Antonio Dall'Occhio OFMConv (1692–1693)
- Ludovico Petronio da Lodi OFMConv (1693–1711)
- Giuseppe Maria Baldrati da Ravenna OFMConv (1711–1716)
- Vincenzo Conti da Bergamo OFMConv (1716–1731)
- Paolo Antonio Ambrogi OFMConv (1731–1740)
- Paolo Antonio Agelli OFMConv (1740–1771)[81]
- Antonio Nenci OFMConv (1771–1782)[82]